# ناتاليا نيبرييفا
ناتاليا نيبرييفا (مواليد 6 سبتمبر 1995) هي لاعبة تزلج ريفي روسية.

## وصلات خارجية
- ناتاليا نيبرييفا على موقع الاتحاد الدولي للتزلج (التزلج الريفي) (الإنجليزية)
- ناتاليا نيبرييفا على موقع أوليمبيديا (الإنجليزية)